# 沙鳅楚克拉虫
沙鳅楚克拉虫（学名：Zschokkella botia）为两极科楚克拉虫属的动物。在中国，分布于四川等，营寄生生活，寄生在黄沙鳅的胆囊。